# OL Lyonnes
L'OL Lyonnes, precedentemente noto come Olympique Lyonnais Féminine e in Italia come Lione o semplicemente OL, è una società calcistica femminile francese con sede nella città di Lione, sezione dell'Olympique Lyonnais.
Fino alla stagione 2024-2025 disputava le proprie partite casalinghe al Groupama OL Training Center, impianto da 1 524 posti a sedere, prima di trasferirsi al più grande Parc Olympique Lyonnais.
Fondato nel 2004 a seguito dell'acquisizione del titolo sportivo del FC Lione, dalla stagione 2004-2005 milita nella Première Ligue, la massima serie del campionato francese femminile di calcio. Grazie a diciotto vittorie in Première Ligue e otto in Women's Champions League, è il club più titolato di Francia e d'Europa; ha inoltre conquistato un'edizione del campionato internazionale femminile per club nel 2012.

## Storia
Il club nacque nel 2004, quando il principale sodalizio calcistico femminile di Lione, il FC Lione, cedette il proprio titolo sportivo all'allora presidente dell'Olympique Lyonnais, Jean-Michel Aulas, che ne approfittò per dar vita alla sezione femminile del club.
Sin dalle prime stagioni, l'Olympique Lyonnais Féminin si affermò tra le principali realtà del panorama calcistico francese: dopo due terzi posti e altrettante finali perse di coppa di Francia, la svolta arrivò nel 2006-2007 con la conquista del primo titolo nazionale e l'accesso alla terza finale di coppa, segnando così l’inizio di un dominio in patria. In quell'annata il club realizzò anche uno storico doppio trionfo insieme alla squadra maschile, vincitrice della Ligue 1: evento che si ripeté anche nella stagione successiva. Parallelamente, la squadra iniziava a farsi notare anche a livello europeo: all'esordio nella UEFA Women's Cup 2007-2008 raggiunse le semifinali, arrendendosi all'Umeå IK solo per la regola dei gol in trasferta.

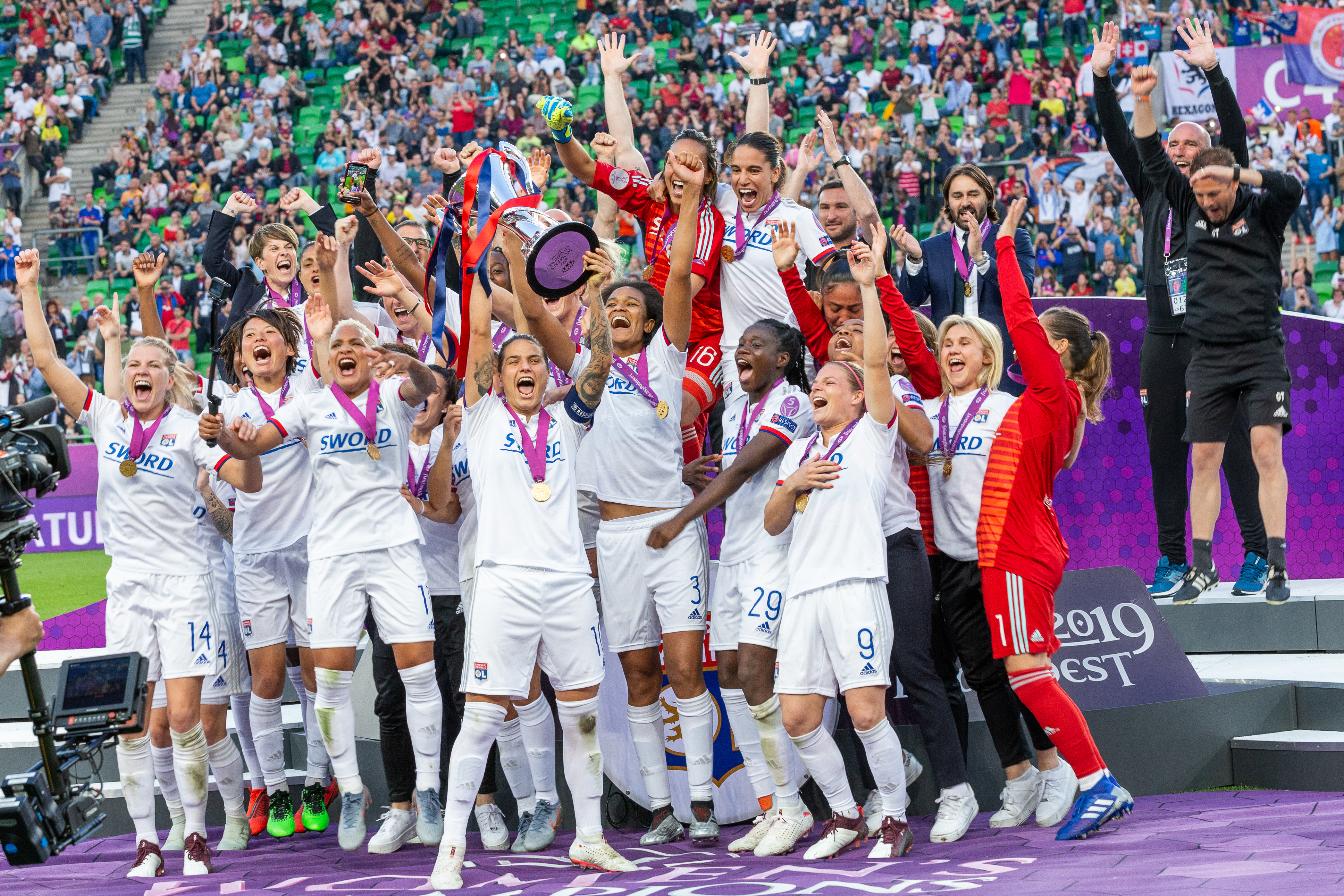
Le calciatrici fenottes mentre sollevano il trofeo della UEFA Women's Champions League nella stagione 2018-2019.

Da quel momento, il club cominciò a imporsi con continuità in Francia, dominando il campionato e accumulando titoli con larghi margini, come nel 2008-2009, chiuso con 21 vittorie su 22 gare e oltre 100 gol segnati. In campo europeo, pur confermandosi competitiva, fu fermata nuovamente in semifinale, questa volta dal MSV Duisburg. L'appuntamento con il primo trofeo continentale arrivò solo nel 2010-2011: dopo una sfortunata finale persa ai rigori contro il Turbine Potsdam nella prima edizione della UEFA Women's Champions League, nella stagione successiva le francesi si presero la rivincita battendo proprio le tedesche nella riedizione della finale grazie alle marcature di Eugénie Le Sommer su rigore e di Camille Abily, conquistando così la prima Champions League della loro storia. Replicarono l'impresa anche nell'edizione 2011-2012, a coronamento di un'annata dominata su tutti i fronti e conclusa con il raggiungimento del treble.
Nonostante la sconfitta in finale contro il Wolfsburg nella stagione successiva, che tra l'altro pose fine al record di imbattibilità del club tra tutte le competizioni — attivo dal 28 aprile 2012 al 18 maggio 2013 per un totale di 41 gare, riconosciuto dal Guinness World Record —  il club consolidò il proprio prestigio internazionale, arricchito dalla vittoria nella prima edizione del campionato internazionale femminile per club disputato in Giappone Nei due anni seguenti, la squadra proseguì il dominio nazionale, anche se in Europa non riuscì a confermare il proprio rendimento, venendo eliminata agli ottavi in entrambe le edizioni della Champions League.
Il ritorno al vertice europeo avvenne nel 2015-2016, quando l'Olympique Lyonnais centrò nuovamente il treble, vincendo campionato, coppa nazionale e Champions League, con Ada Hegerberg protagonista assoluta. Iniziò così un ciclo irripetibile di trionfi, con il club capace di conquistare il triplete per tre volte tra il 2016 e il 2020, mancando solo la Coppa di Francia nel 2017-2018, persa contro il Paris Saint-Germain. In questo periodo, il Lione raggiunse quattordici titoli nazionali consecutivi e cinque Champions League anch'esse consecutive, eguagliando il record assoluto del Real Madrid nel calcio maschile e stabilendone uno nuovo nel femminile.

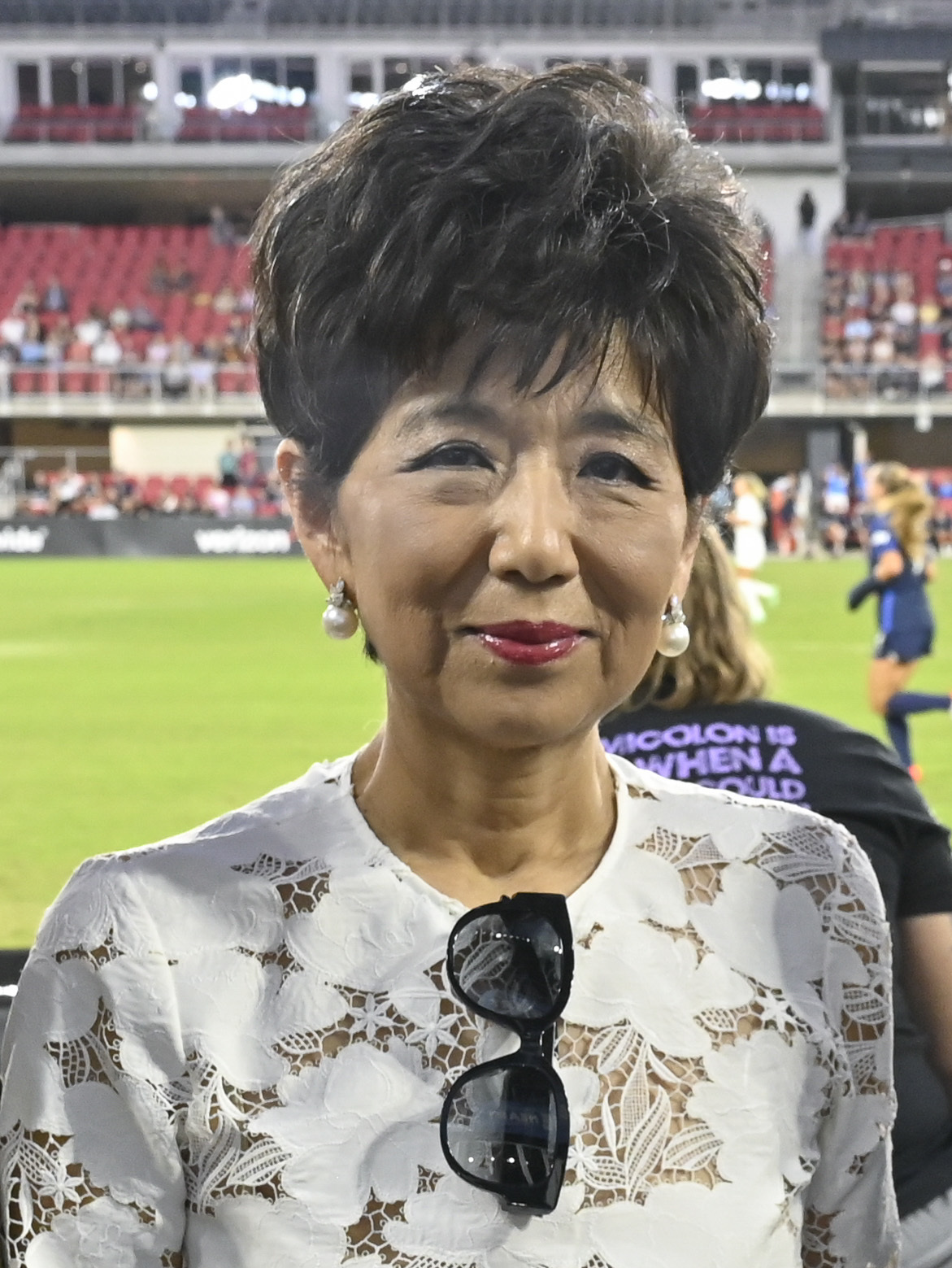
Michele Kang, proprietaria dal 2023, autrice del cambio d'identità del club.

La stagione 2020-2021 segnò un'interruzione nel dominio: per la prima volta dal 2006, il club concluse l'annata senza trofei, con il campionato e la Champions League sfuggiti entrambi di misura per mano del Paris Saint-Germain Tuttavia, il digiuno fu solo temporaneo: dalla stagione successiva, il club tornò ad affermarsi in patria, vincendo quattro campionati consecutivi e due Coppe di Francia, oltre a una Champions League, quella del 2021-2022. In ambito europeo, il club confermò il proprio status raggiungendo anche la finale del 2023-2024, persa contro il Barcellona.
Nel mentre il club andò incontro a novità dal punto di vista societario: il 16 maggio 2023, il 52,9% della sezione femminile vennero vendute all'imprenditrice statunitense Michele Kang tramite la YMK Holdings, tuttavia Jean-Michel Aulas rimase presidente del club fino al termine della stagione.
L'arrivo di Kang diede inizio ad un periodo di profonda ristrutturazione con inizio alla fine della stagione 2024-2025 con l'annuncio del cambio di denominazione in OL Lyonnes e con la creazione di un nuovo logo differente da quello della formazione maschile.

## Colori e simboli

### Colori
I colori sociali sono stati sempre gli stessi della sezione maschile: rosso, blu e bianco.

### Simboli
Il primo logo della sezione femminile, adottato al momento della sua creazione nel 2004, riprende direttamente quello dell'Olympique Lyonnais introdotto nel 1996: uno scudo con una banda orizzontale nella parte superiore di colore rosso, sulla quale compare la dicitura «Olympique Lyonnais» distribuita su due righe in caratteri maiuscoli dorati e le lettere «OL» in bianco, bordate da un filetto dorato nella parte inferiore dello scudo, di colore blu. All'interno della lettera «O» è raffigurato un leone dorato, simbolo araldico della città di Lione.
Questo logo venne leggermente modificato nel 2006 e nel 2022 con il colore dorato della scritta «Olympique Lyonnais» nella parte superiore viene sostituito dal bianco. Esso rimase in uso fino al cambiamento d'identità societario avvenuto nel 2025, dopo il quale venne sostituito da uno sempre a forma a scudo, con contorno blu e fondo bianco, ma con al centro il volto ruggente di una leonessa stilizzata in rosso.

Stemma in uso dal 1996 al 2022
Stemma utilizzato dal 2006 al 2022
Stemma in uso dal 2022 al 2025
Stemma in uso dal 2025

## Allenatori e presidenti

### Allenatori
- 2004-2010  Farid Benstiti
- 2010-2014  Patrice Lair
- 2014-2017  Gérard Prêcheur
- 2017-2019  Reynald Pedros
- 2019-2021  Jean-Luc Vasseur
- 2021-2024  Sonia Bompastor
- 2024-2025  Joe Montemurro[27]
- 2025-  Jonatan Giráldez[28]

### Presidenti
- 2004-2023  Jean-Michel Aulas
- 2004-2014  Paul Piemontese
- 2014-2023  Marino Faccioli
- 2023-  Michele Kang

## Palmarès

### Competizioni nazionali
- Campionato francese: 18  (record)

2006-2007, 2007-2008, 2008-2009, 2009-2010, 2010-2011, 2011-2012, 2012-2013, 2013-2014, 2014-2015, 2015-2016, 2016-2017, 2017-2018, 2018-2019, 2019-2020, 2021-2022, 2022-2023, 2023-2024, 2024-2025
- Coppa di Francia: 10

2007-2008, 2011-2012, 2012-2013, 2013-2014, 2014-2015, 2015-2016, 2016-2017, 2018-2019, 2019-2020, 2022-2023
- Supercoppa francese: 3  (record)

2019, 2022, 2023

### Competizioni internazionali
- UEFA Women's Champions League: 8  (record)

2010-2011, 2011-2012, 2015-2016, 2016-2017, 2017-2018, 2018-2019, 2019-2020, 2021-2022
- Campionato internazionale femminile per club: 1

2012

### Altri piazzamenti
- UEFA Women's Champions League:

Finalista: 2009-2010, 2012-2013, 2023-2024

## Statistiche

### Partecipazioni ai campionati
| Livello | Categoria           | Partecipazioni | Debutto   | Ultima stagione | Totale |
| ------- | ------------------- | -------------- | --------- | --------------- | ------ |
| 1º      | Division 1 Féminine | 22             | 2004-2005 | 2025-2026       | 22     |

### Partecipazioni alle coppe
| Competizione                  | Partecipazioni | Debutto   | Ultima stagione | Totale |
| ----------------------------- | -------------- | --------- | --------------- | ------ |
| Coppa di Francia              | 22             | 2004-2005 | 2025-2026       | 22     |
| Trophée des Championnes       | 3              | 2019      | 2023            | 3      |
| UEFA Women's Champions League | 19             | 2007-2008 | 2025-2026       | 19     |

## Organico

### Rosa 2025-2026
Rosa aggiornata al 3 luglio 2025.
| N. |                        | Ruolo | Calciatrice              |
| -- | ---------------------- | ----- | ------------------------ |
| 1  | Cile (bandiera)        | P     | Christiane Endler        |
| 3  | Francia (bandiera)     | D     | Wendie Renard (capitano) |
| 4  | Francia (bandiera)     | D     | Selma Bacha              |
| 5  | Svezia (bandiera)      | D     | Elma Junttila Nelhage    |
| 6  | Haiti (bandiera)       | C     | Melchie Dumornay         |
| 7  | Francia (bandiera)     | C     | Amel Majri               |
| 8  | Germania (bandiera)    | C     | Sara Däbritz             |
| 9  | Francia (bandiera)     | A     | Eugénie Le Sommer        |
| 10 | Germania (bandiera)    | C     | Dzsenifer Marozsán       |
| 11 | Francia (bandiera)     | A     | Kadidiatou Diani         |
| 12 | Australia (bandiera)   | D     | Ellie Carpenter          |
| 13 | Paesi Bassi (bandiera) | C     | Damaris Egurrola         |
| 14 | Norvegia (bandiera)    | A     | Ada Hegerberg            |
| 15 | Francia (bandiera)     | D     | Wassa Sangaré            |
| 16 | Francia (bandiera)     | P     | Féérine Belhadj          |
| 17 | Paesi Bassi (bandiera) | C     | Daniëlle van de Donk     |

| N. |                        | Ruolo | Calciatrice             |
| -- | ---------------------- | ----- | ----------------------- |
| 18 | Francia (bandiera)     | D     | Alice Sombath           |
| 19 | Francia (bandiera)     | D     | Kysha Sylla             |
| 21 | Canada (bandiera)      | D     | Vanessa Gilles          |
| 22 | Malawi (bandiera)      | A     | Tabitha Chawinga        |
| 23 | Danimarca (bandiera)   | D     | Sofie Svava             |
| 25 | Francia (bandiera)     | C     | Inès Benyahia           |
| 26 | Stati Uniti (bandiera) | C     | Lindsey Horan-Heaps     |
| 27 | Francia (bandiera)     | A     | Vicki Becho             |
| 30 | Germania (bandiera)    | P     | Laura Benkarth          |
| 31 | Francia (bandiera)     | A     | Liana Joseph            |
| 32 | Francia (bandiera)     | C     | Maeline Mendy           |
| 33 | Brasile (bandiera)     | D     | Tarciane                |
|    | Germania (bandiera)    | D     | Jule Brand              |
|    | Francia (bandiera)     | D     | Alice Marques           |
|    | Francia (bandiera)     | C     | Julie Swierot           |
|    | Francia (bandiera)     | A     | Marie-Antoinette Katoto |